# Catharina Fleckenstein
Catharina Fleckenstein (* 1968 in München) ist eine deutsche Schauspielerin und Theaterregisseurin.

## Leben
Catharina Fleckenstein stammt aus einer Künstlerfamilie. Von 1987 bis 1990 durchlief sie eine private Schauspielausbildung (Schauspielunterricht und Rollenstudium) bei Maya Speth in München und nahm Unterricht in Körper- und Bewegungstraining bei Marga Rues in München. Parallel dazu erfolgte ihr Studium mit den Fächern Theaterwissenschaften, Neuere Deutsche Literatur und Kunstgeschichte an der Ludwig-Maximilians-Universität München, das sie jedoch zugunsten ihrer Theaterarbeit aufgab.
Nach ihrer Ausbildung folgten ihre ersten Festengagements am Theater, zunächst am ETA Hoffmann Theater in Bamberg (1990–1992), anschließend am Theater Dortmund (1992–1994). Von 1994 bis 1998 arbeitete sie schwerpunktmäßig als Theaterregisseurin und realisierte Inszenierungen u. a. an der Landesbühne Hannover, auf Kampnagel, am ETA Hoffmann Theater, am Altonaer Theater und am Theater Dortmund. Außerdem nahm sie Lehraufträge an der Staatlichen Theaterhochschule (Statens Teaterskole) in Kopenhagen und an der Hochschule Østfold in Fredrikstad (Norwegen) wahr.
Seit 1998 arbeitet Catharina Fleckenstein als freie Schauspielerin und Regisseurin. Seit Anfang 2000 liegt der Schwerpunkt ihrer künstlerischen Tätigkeit wieder beim Schauspiel. Sie wirkte in verschiedenen freien Theater-Produktionen und bei Theaterprojekten in Hamburg mit, u. a. beim „Hamburg Art Ensemble“, beim „Hamburger Sprechwerk“ und in Inszenierungen am Theater am Biedermannplatz. 2015/16 spielte sie „Die Frau“ in Falk Richters Im Ausnahmezustand in einer Produktion in der Reihe „Wortgefechte“ am „Hamburger Sprechwerk“. 2017/18 trat sie in Hamburg in Weichgewicht, einer Theater-Performance/Installation des freien Ensembles „kreisen kollektiv?“ auf.
Neben ihrer Theaterarbeit wirkte Catharina Fleckenstein in verschiedenen Film- und Fernseh-Produktionen mit, unter anderem in den TV-Serien Lindenstraße, Die Rettungsflieger und Die Pfefferkörner. In der 4. Staffel der ZDF-Krimiserie SOKO Wismar (2008) hatte sie eine Episodenhauptrolle als Museumsmitarbeiterin und tatverdächtige Geliebte des Museumsdirektors.
Catharina Fleckenstein zog 1997 nach Hamburg, wo sie seither lebt. Sie ist Anhängerin der spirituellen Heilkunst des Reiki.

## Filmografie (Auswahl)
- 2006: Lindenstraße: Marion und Alex (Fernsehserie, eine Folge)
- 2007: Die Rettungsflieger: Das Streben nach Glück (Fernsehserie, eine Folge)
- 2008: SOKO Wismar: Bibelstunde (Fernsehserie, eine Folge)
- 2008: Der Prinz von nebenan (Fernsehfilm)
- 2010: Die Pfefferkörner: Zivilcourage (Fernsehserie, eine Folge)
- 2014: Stubbe – Von Fall zu Fall: Mordfall Maria (Fernsehreihe)